# Falls of the Braan
Falls of the Braan är ett vattenfall i Storbritannien.   Det ligger i kommunen Perth and Kinross och riksdelen Skottland, i den norra delen av landet, 600 km norr om huvudstaden London. Falls of the Braan ligger 145 meter över havet.
Terrängen runt Falls of the Braan är huvudsakligen kuperad, men åt nordväst är den platt. Runt Falls of the Braan är det mycket glesbefolkat, med 5 invånare per kvadratkilometer. Närmaste större samhälle är Blairgowrie, 18,5 km öster om Falls of the Braan. I omgivningarna runt Falls of the Braan växer i huvudsak blandskog.